# Bojownik wspaniały
Bojownik wspaniały, bojownik syjamski (Betta splendens) – gatunek słodkowodnej ryby labiryntowej z rodziny guramiowatych. Bywa hodowany w akwariach.

## Taksonomia
Uważa się, że nazwa rodzaju betta pochodzi od malajskiego słowa ikan betta, gdzie ikan oznacza ryba, a bettah pochodzi od nazwy starożytnego plemienia wojowników pochodzącego z południowo-wschodniej Azji. Na to określenie mają wpływ walki, jakie staczają samce pomiędzy sobą. Drugie słowo splendens określa gatunek i pochodzi z języka łacińskiego od słowa splendidus – wspaniały. 
Pierwsze egzemplarze tego gatunku pojawiły się w Europie pod koniec XIX wieku, prawdopodobnie w roku 1874, sprowadzone przez Francuza Carboniera, jednakże jako datę pojawienia się przyjmowany jest też rok 1892. Wówczas to pojawiły się we Francji, do której trafiły z podległej jej kolonii na Półwyspie Indochińskim. Następnie poznano je w Rosji (Moskwa) i w Niemczech (Berlin). Pierwsze egzemplarze sprowadzone były wówczas pod inną nazwą Betta pugnax (Cantor, 1849). Dopiero badania nad tym gatunkiem przeprowadzone w 1909 przez Charlesa Regana doprowadziły do nadania temu gatunkowi nowej nazwy używanej i uznawanej do dziś Betta splendens.

## Występowanie
Bojownik wspaniały pochodzi z Azji Południowo-Wschodniej. Ojczyzną jest Półwysep Indochiński i wody z obszaru dorzecza rzeki Mekong i Menam (Tajlandia, Kambodża, Laos, Wietnam). Spotykany również na Półwyspie Malajskim w pobliżu przesmyku Kra. Introdukowany został w innych krajach (Indonezja, Malezja), jak również na innych kontynentach (w Ameryce Południowej: Brazylii, Kolumbii) i w Ameryce Środkowej (Dominikana). Spotykany też na obszarze Florydy w USA.
W jego południowochińskim biotopie można spotkać go w wodach stojących ubogich w tlen, zarośniętych gęstą roślinnością o spokojnym nurcie, w zalewowych sadzawkach, w małych stawach, kanałach irygacyjnych. Spotykany na polach ryżowych i rozlewiskach. Woda zazwyczaj jest miękka, o pH ok. 5,5 i temperaturze miejscami dochodzącej do 30 °C.
Bojownik wspaniały w swym naturalnym środowisku jest gatunkiem narażonym na wyginięcie. Ma to związek z degradacją jego naturalnych siedlisk w wyniku przekształcania gruntów rolnych i terenów miejskich, zatruwaniem ziemi chemikaliami.

## Dokładny opis bojownika
W formie dzikiej gatunek w zależności od miejsca, z którego pochodzi, posiada ubarwienie czerwone lub zielone. Dzika forma bojownika wspaniałego występująca w Tajlandii posiada krótkie płetwy i jest skromnie ubarwiona, dorasta do 5 cm długości. W naturalnym środowisku jednak trudno już go spotkać . Formę długopłetwą zaobserwowano w roku 1900 na terenie Tajlandii. Nazwano ją wówczas pla kat khmer (ryby pochodzące z kraju Khmerów), czyli z terenów Kambodży. Zdaniem prof. W. Ladigesa długopłetwa forma powstała w wyniku krzyżówki dwóch dziko żyjących gatunków, pierwsza występująca na pograniczu Birmy i Laosu z inną odmianą występującą na terenie Tajlandii.
Do Europy forma długopłetwa, tzw. bojowniki kambodżańskie, dotarła w roku 1926. W rozpowszechnieniu popularności tego gatunku duży wkład mieli dwaj badacze G. Dunkker i H.M. Smith. Opisali oni w publikowanych swoich artykułach wiele wiadomości o zachowaniu i biologii rozrodu tego właśnie gatunku.

## Charakterystyka
Ciało wydłużone, cylindrycznego kształtu. Płetwa grzbietowa długa i wysoka, zaopatrzona w jeden lub dwa promienie twarde i 10 promieni miękkich. Zajmuje prawie połowę powierzchni grzbietu. Płetwy piersiowe i brzuszne są wąskie i wydłużone. Płetwa odbytowa posiada 2-5 promieni twardych i 21-26 promieni miękkich. Płetwa ogonowa jest w kształcie wachlarzowym, zaokrąglona. Usta grube skierowane ku górze. Uzębiona i mocna szczęka. Aktywność przejawia się w ciągu dnia.
Od 5 tygodnia życia u bojownika rozwija się dodatkowy narząd oddechowy tzw. labirynt (narząd błędnikowy), dzięki któremu może oddychać powietrzem atmosferycznym. Jest rozszerzeniem komory skrzelowej wyposażonym we własne mięśnie. Z tego powodu bojownik wspaniały może przebywać w wodach ubogich w tlen.
Długość ciała 6–7 cm. Bojowniki przeciętnie żyją około 2 lat. Na długość ich życia duży wpływ ma temperatura wody.
Ubarwienie samca jest różnorodne – brunatne, zielone, czarne, czerwone, niebieskie. Samiec ma większe, wydłużone i ostro zakończone płetwy. U samic płetwy są krótsze i zaokrąglone, jej barwy i kształt ciała są mniej okazałe niż u samca. Czasem zauważalne są też u niej poziome lub pionowe pasy określające nastrój i stan zdrowia ryby. Pysk samca jest szeroko zakończony, samica posiada pysk bardziej spiczasty. Barwy samicy są skromniejsze, na brązowo-żółtym tułowiu widoczne są ciemniejsze podłużne prążki, płetwy są mniej rozwinięte.

## Zachowanie
Bojownik syjamski (samiec) jest gatunkiem o wojowniczym usposobieniu. Jest bardzo agresywny, gdy jest trzymany razem z innymi samcami ze swojego gatunku. Toczy częste walki między sobą. Po walce płetwy są mocno poszarpane. Rany na ciele i płetwy ulegają dość szybkiej regeneracji.
Podczas toczących się walk, często zdarza się, że jeden z nich ginie, przy bardzo gwałtownej walce zginąć mogą obydwa samce. Bojownik wspaniały w akwarium ogólnym, gdy nie ma innych samców z jego gatunku jest rybą spokojną i dość towarzyską. Samice względem siebie są tolerancyjne.

## Zmiana płci[17]
Wśród bojowników wspaniałych zaobserwowano, że samice tego gatunku mogą w odpowiednich warunkach zmienić swą płeć. Spowodowane to jest występującymi zaburzeniami hormonalnymi u samicy, która wcześniej była w pełni zdolna, a po przemianie w samca może odbyć w pełni tarło wraz z zapładnianiem. W wyniku tych zmian następują przemiany fizjologiczne u danej ryby, płetwy wydłużają się a zachowanie samicy zmienia się na bardziej agresywne, jakie występuje u samców. Możliwości zmiany płci udowodnili dwaj badacze tego gatunku P. Kaiser i E. Schmidt, którzy wycięli jednej samicy jajniki, a po jej przeobrażeniu uzyskali potomstwo w postaci sześciu sztuk narybku. Po wykonaniu sekcji samicy stwierdzono, że w miejsce wyciętych jajników odrosły męskie jądra. Zmiana płci w drugim kierunku, czyli z samca na samicę jest trudna, choć również możliwa. W naturze takie zmiany zachodzą tylko w bardzo trudnych okolicznościach.

## Walki samców
Bojowniki wspaniałe, które zamieszkują wspólny zbiornik tworzą pod wpływem dominacji nad innymi osobnikami hierarchiczną strukturę. Z tego też powodu walki wśród samców mają najczęściej gwałtowny przebieg. Celem ataku są płetwy oraz w mniejszym stopniu boki ciała. W wyniku walki przeciwnik zostaje pozbawiony możliwości poprawnego poruszania się w wodzie. Rywal pozbawiony płetw staje się łatwiejszym celem do ataku. Płetwy mogą ulec silnemu zniszczeniu, niekiedy aż do ich nasady.
W naturalnym środowisku spotkanie dwóch samców zawsze kończy się walką o terytorium i dominacją w tym rejonie. Walka składa się z kilku faz. W pierwszej, najspokojniejszej rywale napinają ciało i prężą swoje płetwy. W drugiej fazie, gdy odległość pomiędzy nimi zmaleje do mniejszej niż długość ciała, następują krótkie, ale mocne ataki płetwą ogonową. W tym czasie nadal prezentują i napinają płetwy. Trzecia faza to już atak połączony z gryzieniem, ataki skierowane są na głowę, płetwy, brzuch. W kolejnej, czwartej odsłonie walczące samce sczepiają się pyskami starając przydusić drugiego do dna aby uniemożliwić mu pobranie powietrza atmosferycznego. Tego typu praktyki mogą doprowadzić do „utonięcia” ryby.
Po takim etapie najczęściej jeden z rywali ustępuje wycofując się z terenu walki. Walka pomiędzy samcami może trwać nawet przez 2–3 godziny. Dla uniknięcia takich walk, uszkodzeń i zniszczenia ich delikatnych płetw dorosłe samce należy trzymać w oddzielnych, niewielkich zbiornikach.
Pobudzenie i agresywność samców jest tak duża, że próbują nawet atakować swoje własne odbicie w lustrze.
Mieszkańcy w Azji Południowo-Wschodniej wykorzystują samców bojownika wspaniałego do swego rodzaju sportu polegającego na walkach samców na wzór walk kogutów. Uprawiają z tej okazji również hazard polegający na obstawianiu zwycięzcy walk. Zakłady pieniężne, jak i same walki są obecnie w wielu krajach zakazane.

## Hodowla w akwarium
| Zalecane warunki w akwarium | Zalecane warunki w akwarium                |
| --------------------------- | ------------------------------------------ |
| Zbiornik                    | mały lub średniej wielkości (20-50 l)      |
| Temperatura wody            | 25–28 °C                                   |
| Twardość wody               | miękka do średnio twardej                  |
| Skala pH                    | pH 6,0-7,5                                 |
| pokarm                      | Żywy i suchy pokarm, mrożony               |
| Uwagi                       | Akwarium przykryte (dla ochrony labiryntu) |

### Warunki hodowlane

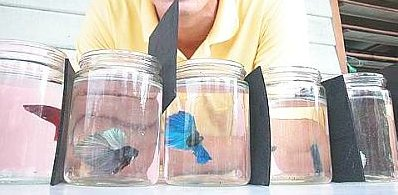
Bojownik wspaniały trzymany w ciasnych, małych zbiornikach

Preferuje temperaturę w granicach 25–28 °C i odczyn pH 6,0–7,8. Jest rybą ciepłolubną, okresami może przebywać w chłodniejszej wodzie, o temperaturze nie niższej niż 22 °C. Jest wrażliwy na skoki temperatury. Jakość i skład chemiczny wody jest dla tego gatunku mniej istotny, lubi natomiast jaśniejsze światło (0,5 W/l wody). Zalecany poziom wody w akwarium ok. 20 cm. Woda cyklicznie odświeżana i lekko wprawiana w ruch.
Ryba dość łatwa w hodowli, lecz trzeba wziąć pod uwagę silny terytorializm samców. W akwarium (korzystniejsze jest akwarium dłuższe z niskim poziomem wody) wymagana jest gęsta obsada roślin, wśród których znajdą schronienie słabsze ryby. W przypadku hodowli większej grupy bojowników, trzymanych razem od młodości, wymagany jest duży zbiornik aby zapewnić w nim utworzenie miejsc terytorialnych poszczególnym samcom. Ma to zapobiec częstym bójkom między samcami, które są już z natury rybami wojowniczymi.
Obrońcy praw zwierząt są przeciwni trzymaniu bojowników w małych naczyniach i w wielu krajach wprowadzono już ustawy o ochronie zwierząt zakazujące trzymania bojowników pojedynczo w niewielkich pojemnikach.

### Roślinność[22]
Lubi przebywać wśród roślin z rodzaju: Aponogeton, Cabomba, Ceratopteris, Colysis, Cryptocoryne, Hygrophila, Limnophila, Salvinia, Vesicularia,

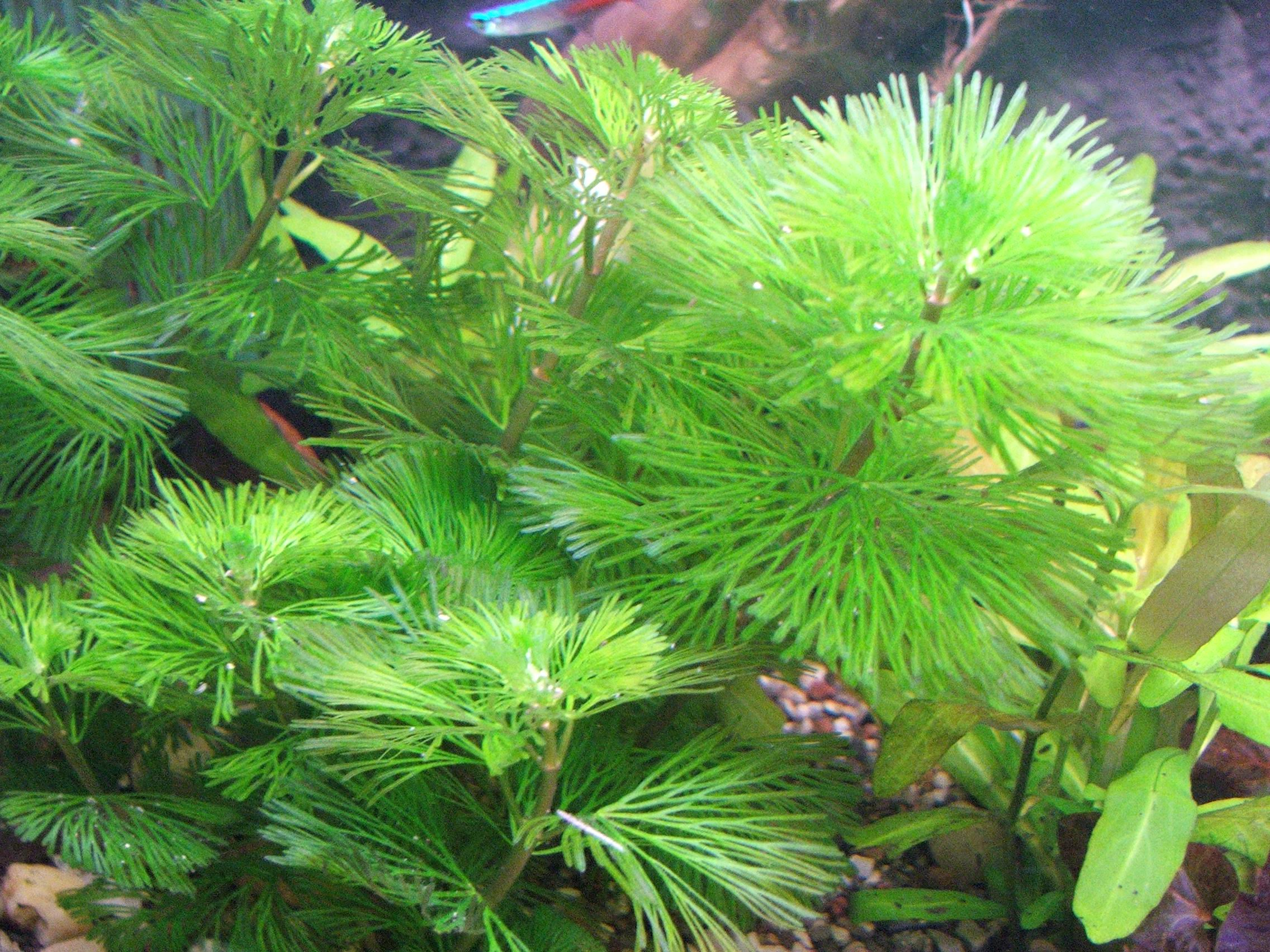
kabomba wodna
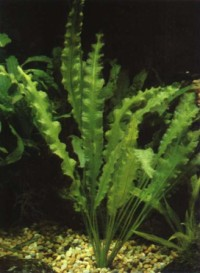
onowodek kędzierzawy
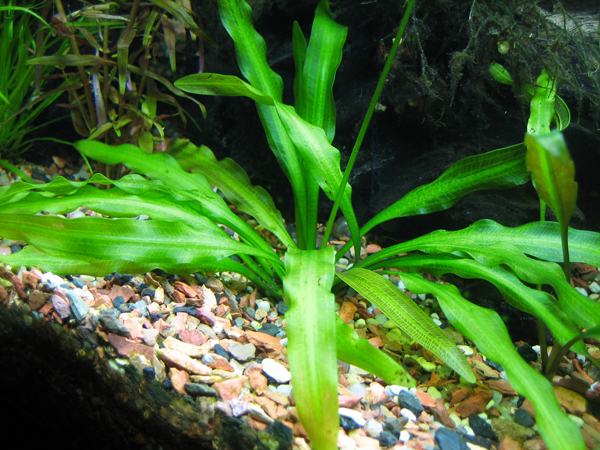
onowodek pofałdowany
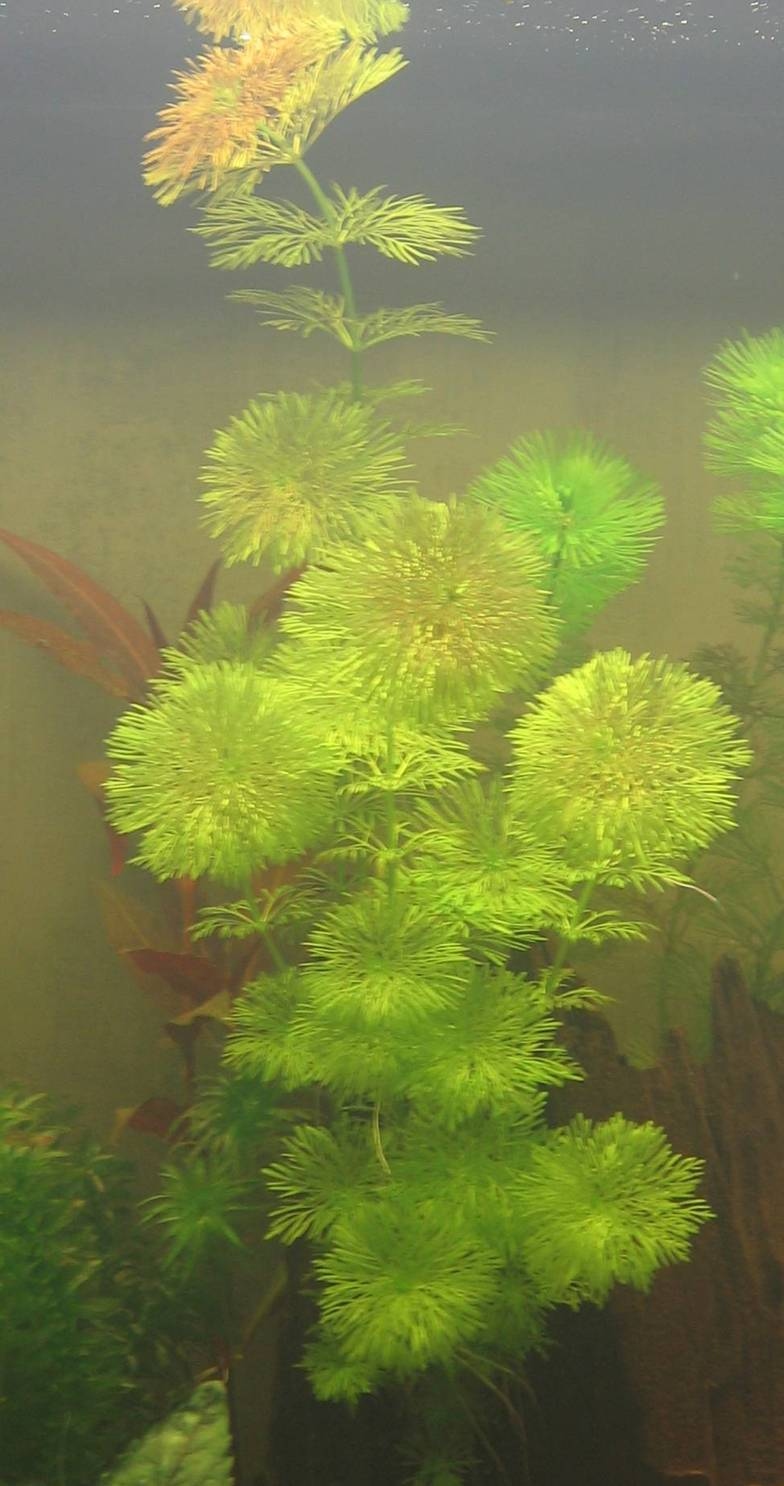
limnofilia bezszypułkowa
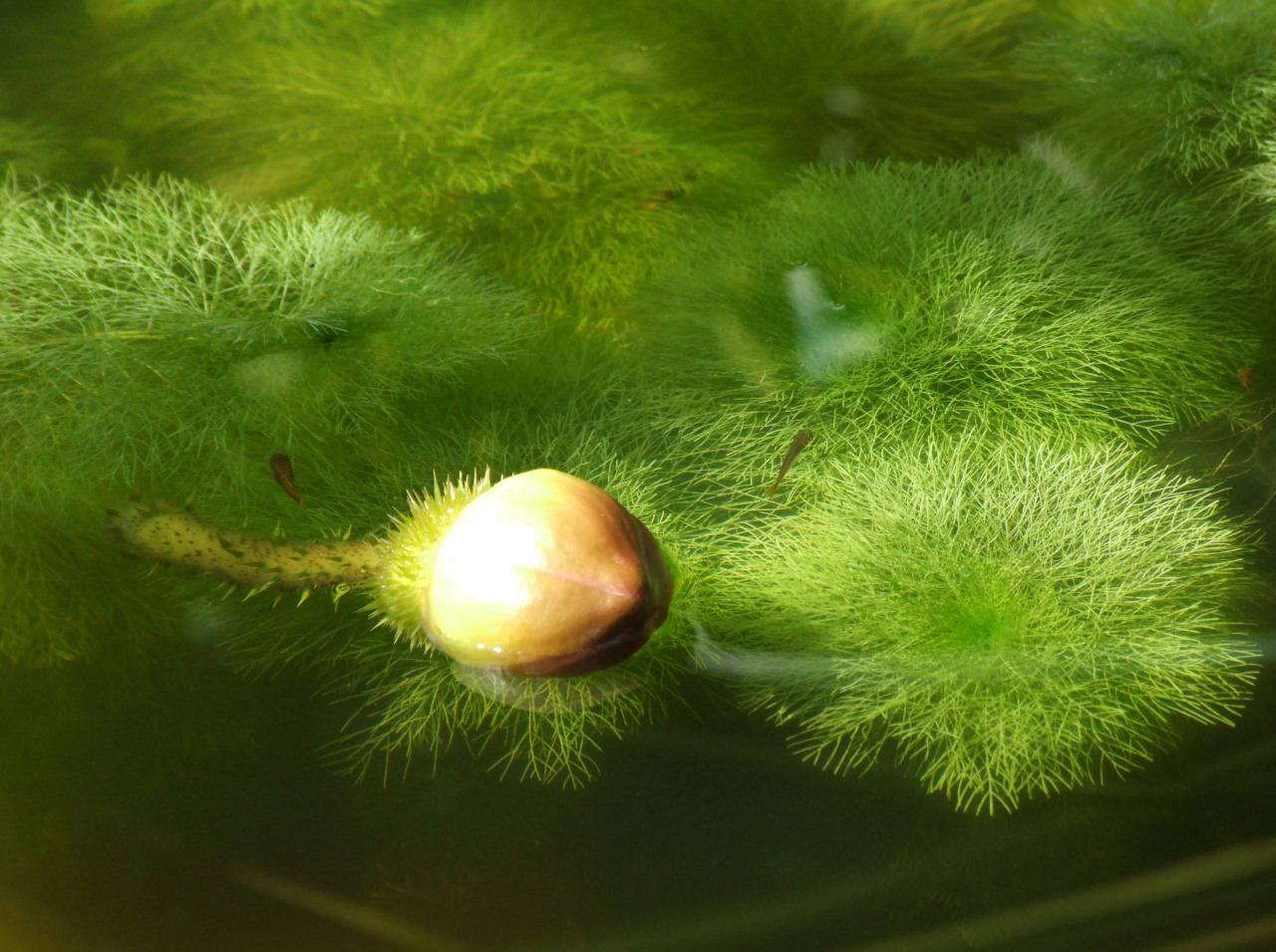
limnofila wodna
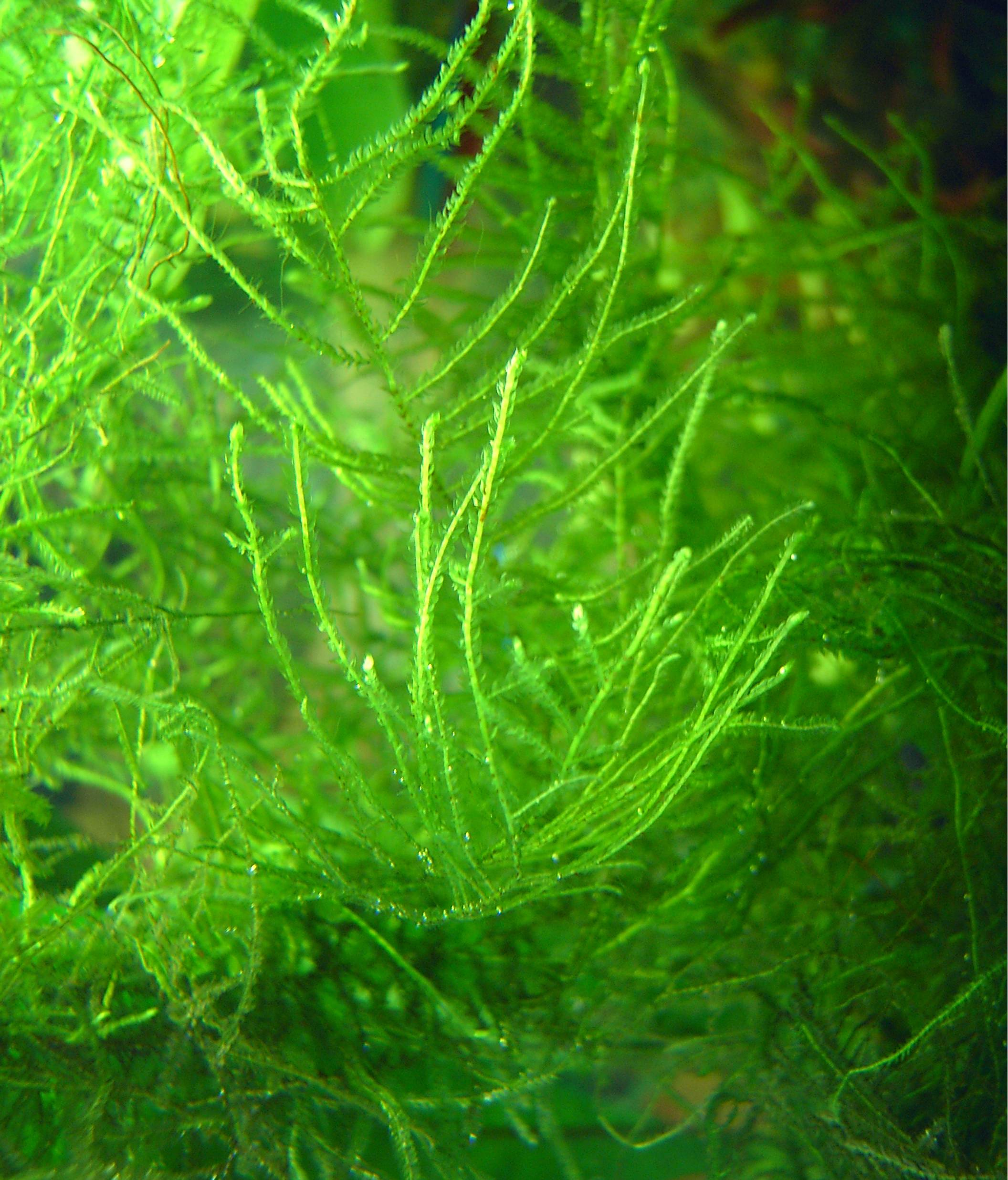
mech jawajski
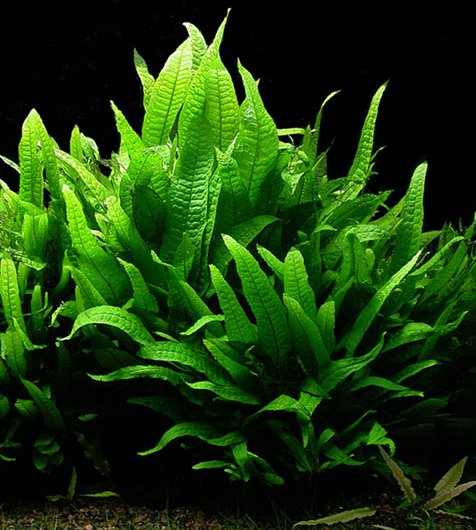
mikrozorium oskrzydlone
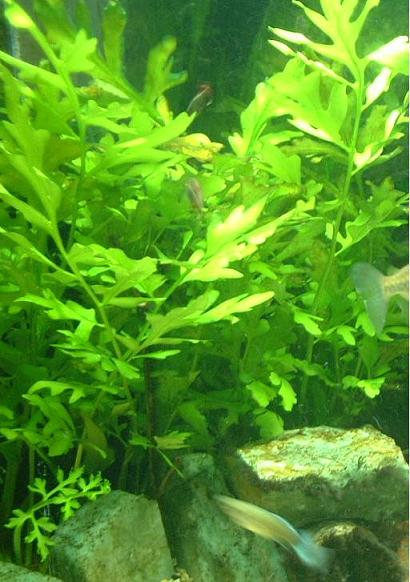
różdżyca rutewkowata
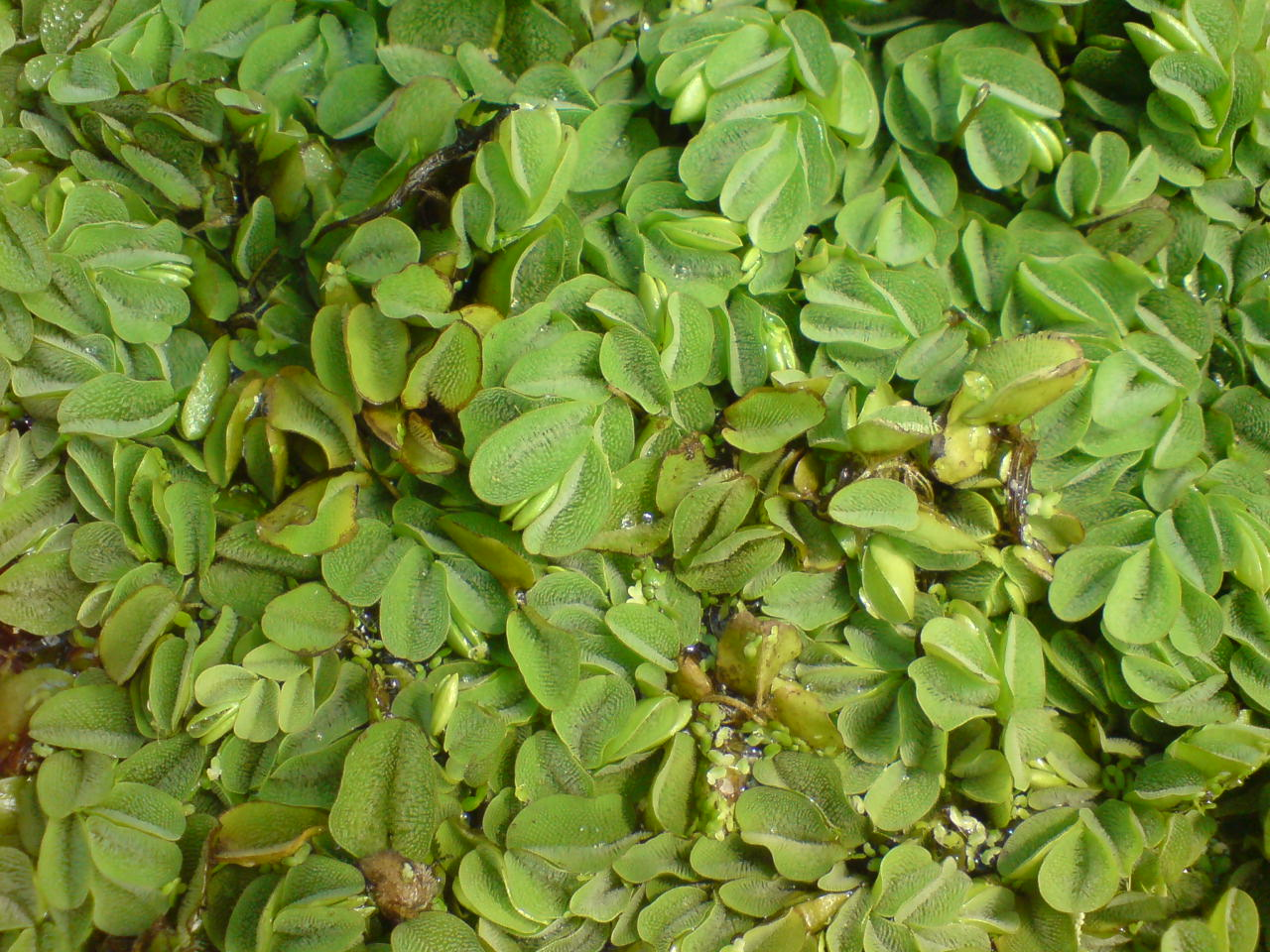
salwinia uszkowata
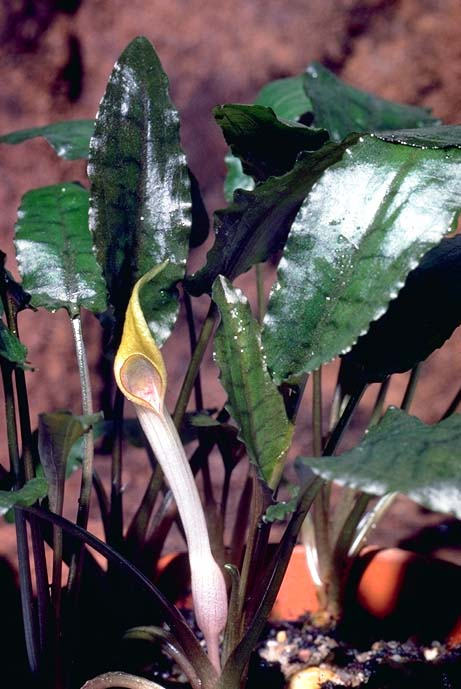
zwartka Becketta

### Pokarm
W naturze bojownik jest gatunkiem drapieżnym, mięsożernym. W ich diecie powinny przeważać pokarmy pochodzenia zwierzęcego, głównie drobne bezkręgowce, larwy owadów, zooplankton.
Zjada rureczniki, larwy komarów, ochotka, wodzień, dafnie, grindale, artemię, narybek innych gatunków ryb,. Nie unika pokarmów mrożonych, jak i suszonych czy liofilizowanych.

### Rozmnażanie

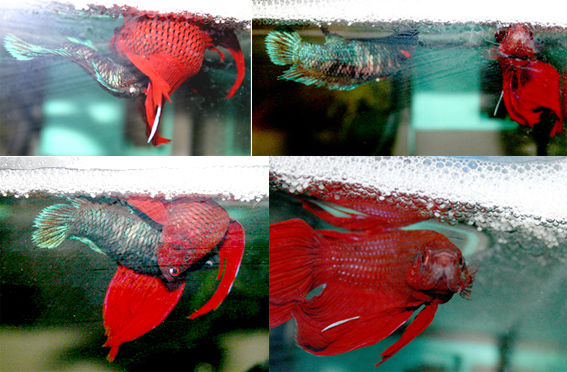
Tarło bojownika wspaniałego

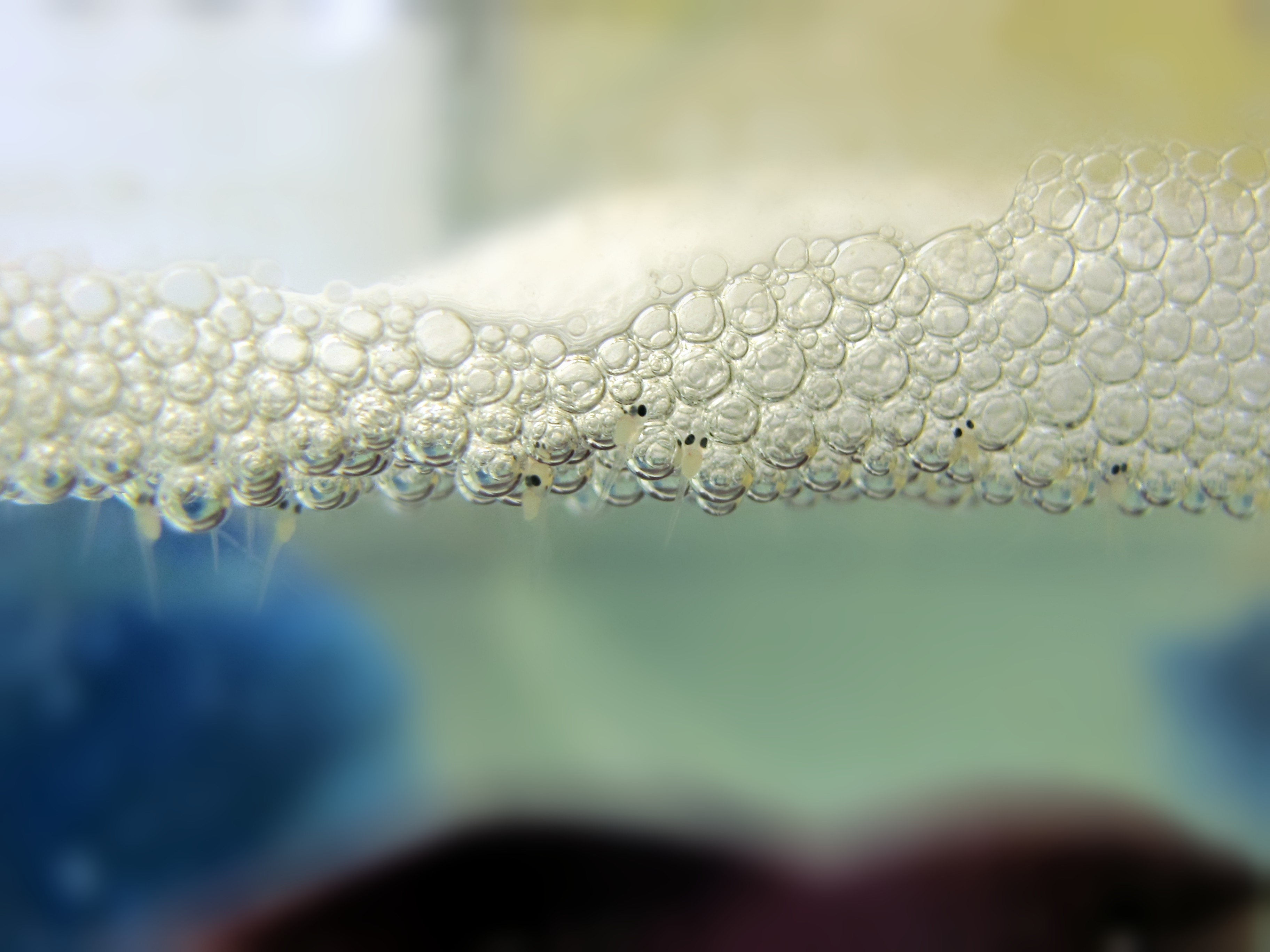
Gniazdo z piany

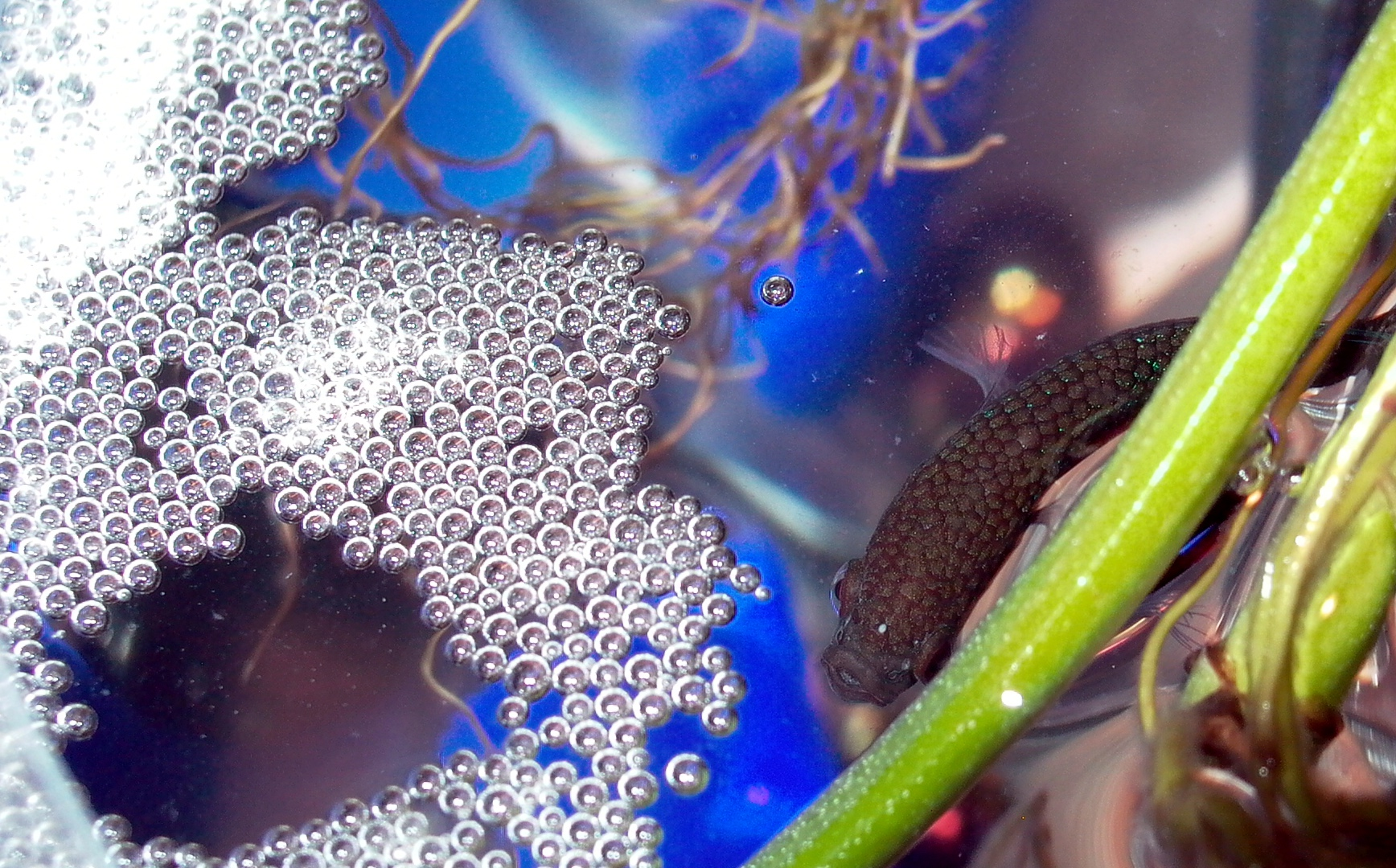
Gniazdo bojownika

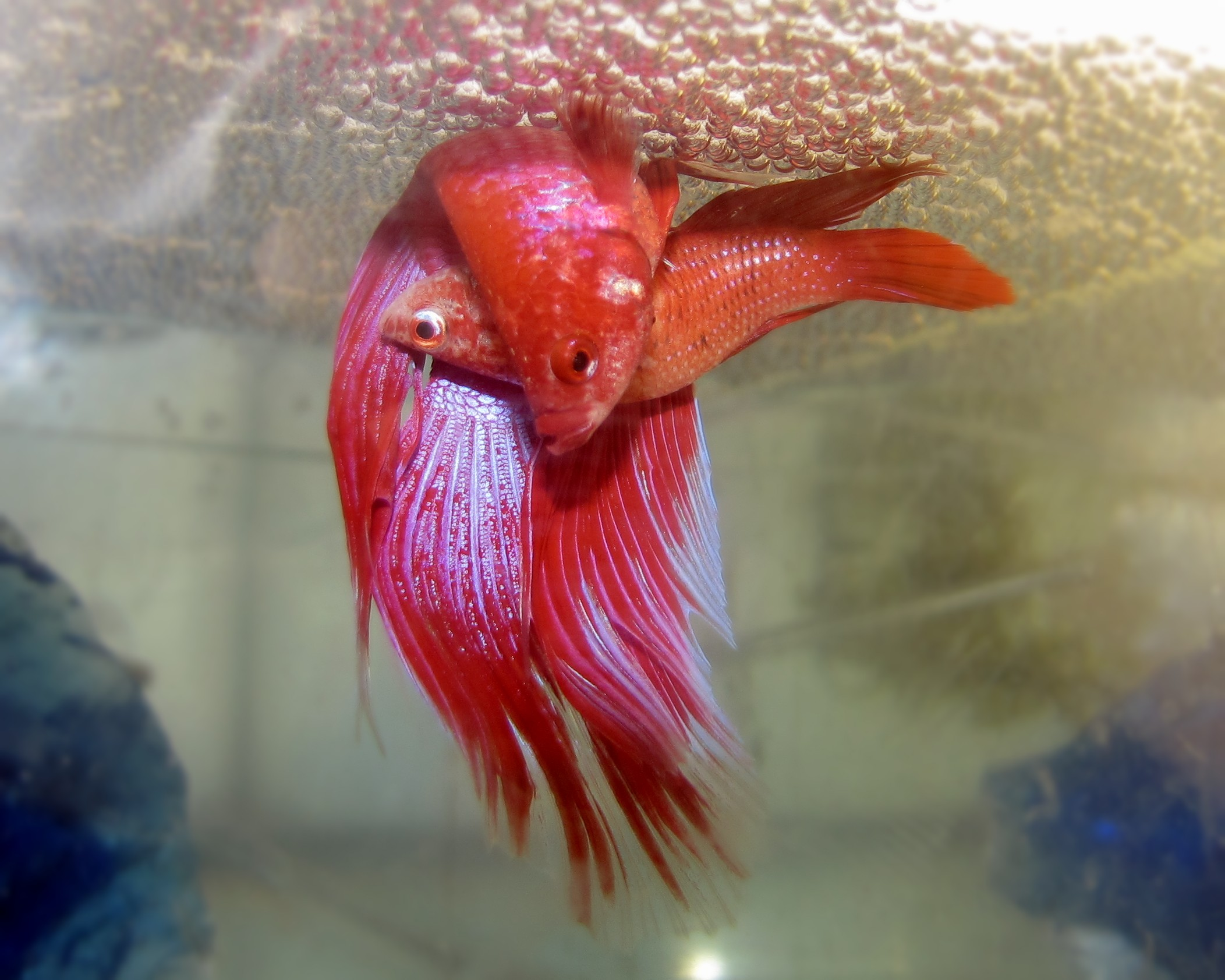
Główna faza cyklu pary tarlaków

W naturalnym środowisku bojownik wspaniały przystępuje do tarła na zasadzie dominacji nad rywalami poprzedzone walkami. Zachowanie to jest wynikiem naturalnego doboru, w którym do rozrodu przystępuje silniejszy osobnik.
W akwarium do rozpłodu należy wybierać młode tarlaki w stosunku 1:1 i w wieku ok. 6-10 miesięcy. Do tarła należy przygotować zbiornik z niskim poziomem wody do 15–20 cm i proporcji wody 2/3 „starej wody” do 1/3 świeżej. Temperatura wody powinna być nieco wyższa od tej, w której przebywały (26–30 °C). Woda odstała i miękka (5-8°n), o odczynie lekko kwaśnym (pH 6-6,5). Bojownik wspaniały trze się nawet w niewielkich zbiornikach, które nie przekraczają pojemności 3 litrów.
Parę rozpłodową należy na kilka dni przed tarłem umieścić osobno w małych zbiornikach (słojach) ustawionych obok siebie aby tarlaki mogły się nawzajem obserwować. W tym czasie pokarm powinien być bogaty i podawany w dużych proporcjach.
Po kilku dniach, gdy chętna do tarła samica przybiera krągłości w partii brzusznej można połączyć w parę rozpłodową. Gotowa do rozrodu samica, mierząca ok. 4 cm, przybiera bardziej żwawe kolory i płynie do samca z lekko opuszczoną głową, W tym czasie oznaką jej gotowości jest też biała brodawka umiejscowiona tuż za płetwą brzuszną. Samiec powinien być większy od samicy aby mógł ją obejmować podczas aktu. Po kilku godzinach przystępuje do budowy gniazda. Buduje je sam na powierzchni wody wśród pływających drobnolistnych roślin. Gniazdo zbudowane jest z piany wytworzonej ze śliny, o średnicy kilku centymetrów. Do aktu dochodzi w ciągu doby od czasu przeniesienia pary tarlaków. Zanim do tego dojdzie samiec wabi pod gniazdo samicę swym wdziękiem i rozpostartymi płetwami. Następnie otacza ciało samicy swoim ciałem, samica w tym czasie obraca się brzuchem do góry. W wyniku ucisku przez samca na okolice brzucha samiczki następuje uwolnienie kilku-kilkunastu ziaren ikry wielkości 1–1,5 mm, które są natychmiast przez samca zapładniane. Cykl ten jest wielokrotnie powtarzany, za każdym razem samiczka po chwilowym osłabieniu ponownie podpływa do gniazda aby rozpocząć kolejny akt.
Opadające na dno zbiornika jajeczka (są cięższe od wody) są skrupulatnie zbierane przez samca i umieszczane w gnieździe. Samiczka niekiedy pomaga w zbieraniu, może też je zjadać. Ikra, które wypadła z gniazda, a nie została na czas umieszczona ponownie w gnieździe nie rozwija się i ginie ze względu na duże zapotrzebowanie ikry w tlen.
Całe tarło trwa ok. 2 godzin. Po skończonym tarle samiec przegania samicę od gniazda przejmując opiekę nad nim oraz nad złożoną ikrą. Samicę po skończonym tarle dla jej bezpieczeństwa należy odłowić. W zbyt małym zbiorniku tarliskowym może jej nie tylko poogryzać płetwy, ale również przez stałe uderzanie głową w brzuch doprowadzić do jej śmierci. Przy większym zbiorniku tarliskowym należy samicy zapewnić schronienie w postaci gęstych roślin umiejscowionych w narożnikach akwarium. Przebywanie samicy w zbiorniku stymuluje samca do większej opieki nad ikrą.
W przypadku, gdy samiec jest mało zainteresowany lub zaniecha opieki nad złożoną ikrą, można próbować inkubować ją za pomocą delikatnego napowietrzania gniazda. Możliwy jest również sposób podrzucenia gniazda i złożonej tam ikry innemu samcowi, który może zaopiekować się nim tak jakby to było jego własne gniazdo.
Ikra składana jest w liczbie od kilkudziesięciu do nawet 700 sztuk ziaren. Na liczbę złożonej ikry czynnik stymulujący ma wielkość zbiornika, w którym odbywa się tarło.
Na okres tarła pary lęgowej nie należy karmić.
Możliwe jest krzyżowanie bojownika syjamskiego z innym gatunkiem bojownikiem bezbronnym (Betta imbellis).

### Narybek

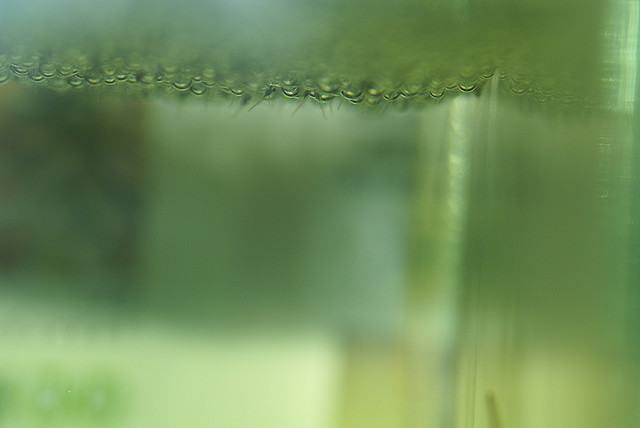
Narybek Betta splendens wiszący w gnieździe.

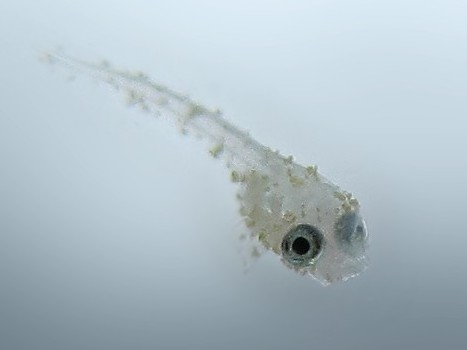
15-dniowy narybek bojownika wspaniałego

Inkubacja ikry trwa do dwóch dni (do ok. 32-36 godz.). W gnieździe przebywają kolejne dwa dni, po których zaczynają (głową w dół lub w górę) wypływać z gniazda, w tym czasie samiec wyłapuje je i zanosi z powrotem do gniazda. Po pięciu dniach od chwili złożenia ikry gniazdo powoli rozpada się a narybek zaczyna samodzielnie pływać. Od tej chwili zaangażowanie samca w opiekę maleje.
Zawartość woreczka żółtkowego wystarcza na kolejne 2 dni, po których należy rozpocząć karmienie. Przez pierwsze 3–4 dni narybek należy karmić drobnym pokarmem żywym: pierwotniakami, pantofelki (Paramecium), nicieniami „mikro”, orzęskami, wrotkami, larwami solowca. Z czasem zwiększa się go o siekane rureczniki. Po ok. 20–25 dniach można przejść na normalny pokarm. Można karmić też żółtkiem kurzego jaja, jednak należy zachować ostrożność przy karmieniu, gdyż jego nadmiar silnie zanieczyszcza wodę i może spowodować zatrucie narybku. Dobrym pokarmem jest też suchy mocno przetarty pokarm przeznaczony dla pstrągów.
Młode osobniki zanim wykształcą labirynt, wykorzystują skrzela. W tym okresie należy zapewnić im dopływ tlenu za pomocą lekko pracującego napowietrzacza. W 5 tygodniu życia rozwija się u narybku narząd labiryntowy. Akwarium należy przykryć aby uzyskać równowagę temperatury wody i powietrza.
Narybek rośnie wolno i nierównomiernie. Wymagana jest częsta (co 3–5 dni) podmiana 1/3 części wody. Ma to związek z zachodzącymi procesami metabolicznymi zachodzącymi w zbiorniku a wynikające z szybkiego wzrostu narybku. Rozróżnienie płci jest możliwe po 2-3 miesiącach. Gotowość do pierwszego tarła młode ryby osiągają w wieku 4-5 miesięcy. 

### Odmiany hodowlane
Dla potrzeb akwarystyki prowadzono badania nad możliwością wyhodowania innych odmian tego gatunku. Z dzikiej formy bojownika wspaniałego w wyniku wieloletniej pracy hodowlanej uzyskano barwne odmiany weloniaste. Dzięki selektywnej hodowli wyhodowano wiele form kolorystycznych: niebieską, zieloną, czerwoną, fioletową, tzw. birmańską (o różowym ciele i czerwonych płetwach). Spotykane są odmiany albinotyczne, jak również czarne. Wielki miłośnik i hodowca dyskowców Eduard Schmidt-Focke wyhodował żaglopłetwą odmianę bojownika wspaniałego posiadającą zwiększoną liczbę promieni w płetwie grzbietowej oraz rozdwojoną płetwę ogonową.
Inną odmianę na drodze poddawania bojownika wspaniałego działaniom promieniowania jonizującego poprzez naświetlanie go radem i promieniami X otrzymał w latach 40. XX wieku amerykański lekarz dr Proewig. W wyniku tych naświetlań otrzymał on odmianę o dymnym i czarnym zabarwieniu. Tuż po drugiej wojnie światowej lekarz z USA poddając bojowniki działaniu uzyskał odmianę tego gatunku, której pierwsze okazy zostały sprowadzone do Europy przez frankfurckie Tropicarium .
Najlepsze odmiany hodowlane samców, tzw. „wystawowe” należy hodować pojedynczo w zbiornikach o małej powierzchni (pojemność ok. 20 l). Aby wyhodować wyróżniające się okazy samców należy je trzymać w naczyniach ustawionych w ten sposób, że ryby nie widzą się nawzajem. Ciągłe oglądanie się powoduje stres samców (prężenie ciała i płetw) co wydatnie skraca ich żywotność .

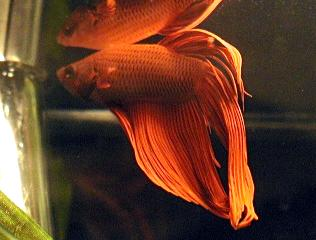
Odmiana czerwona
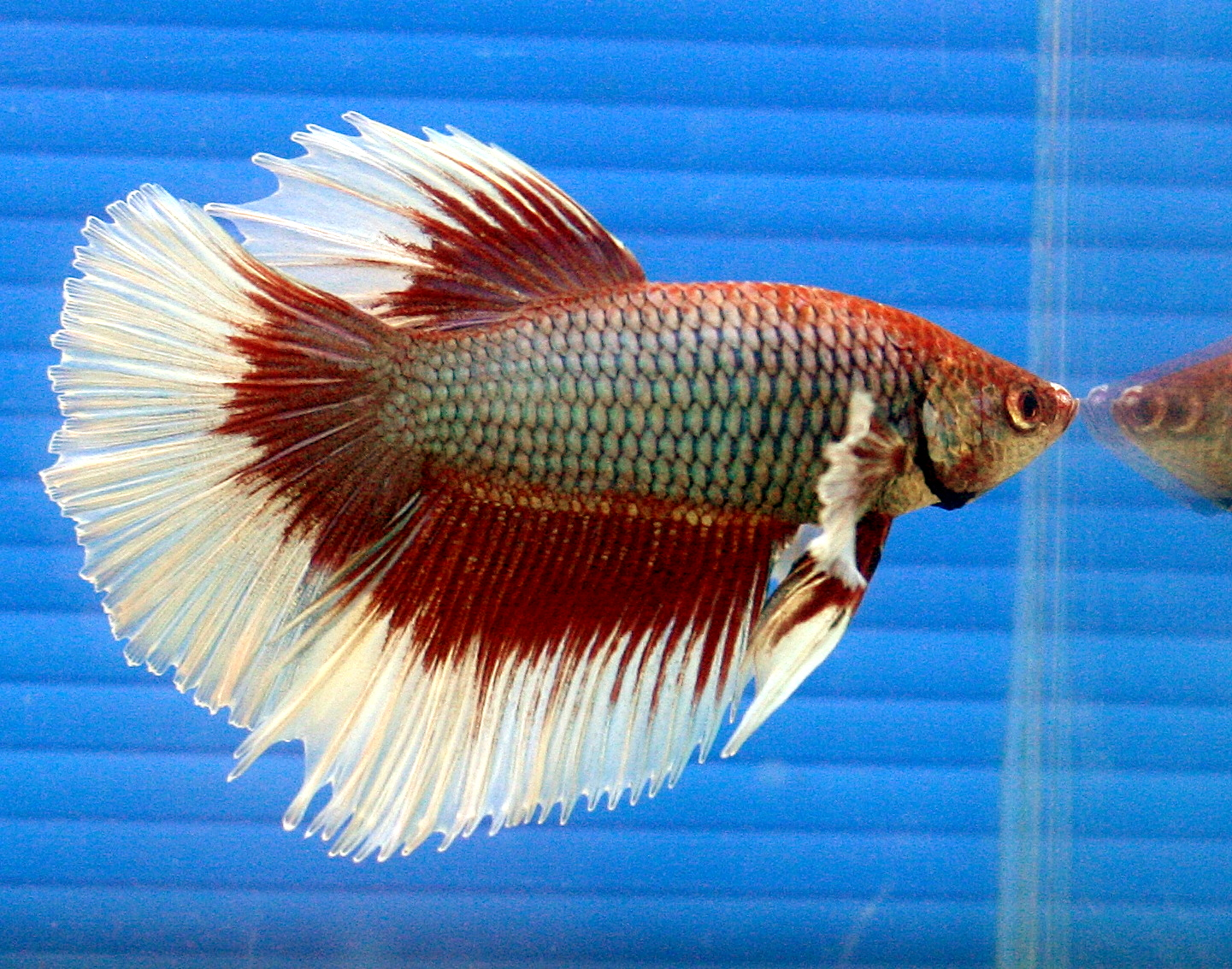
Odmiana niebieska
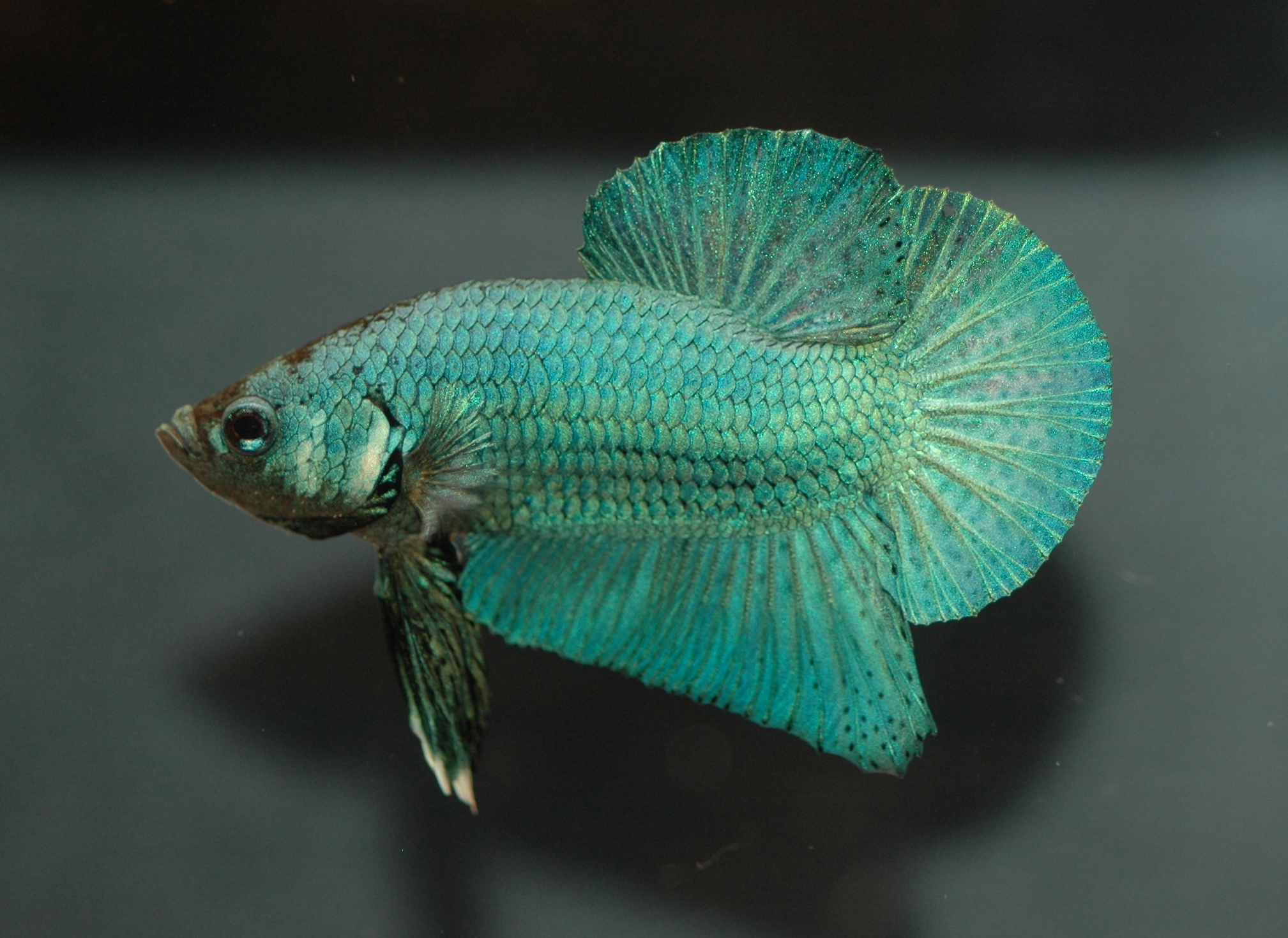
Odmiana zielona
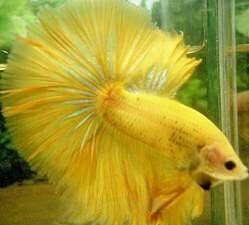
Żółta odmiana
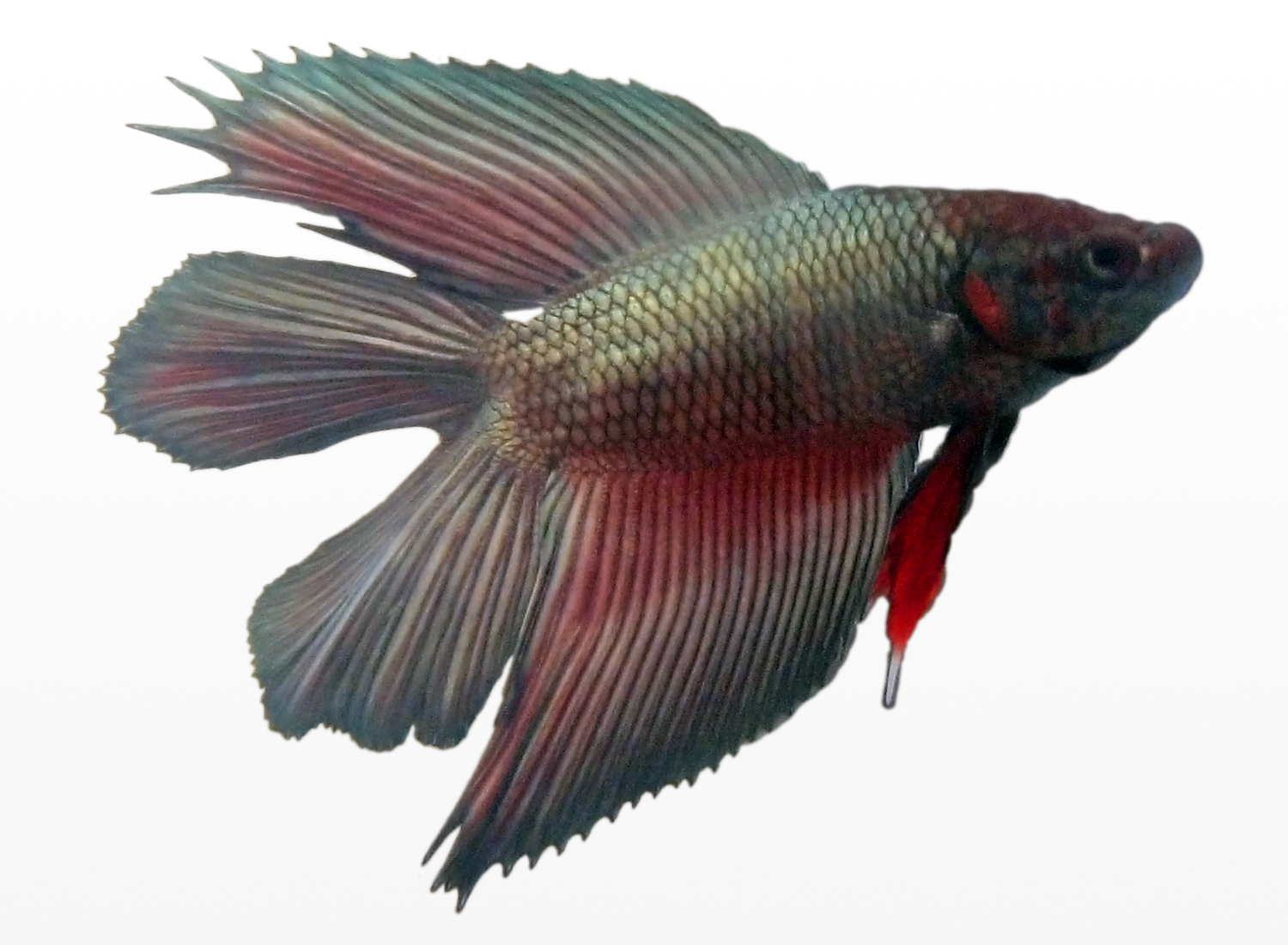
Odmiana z podwójnym ogonem
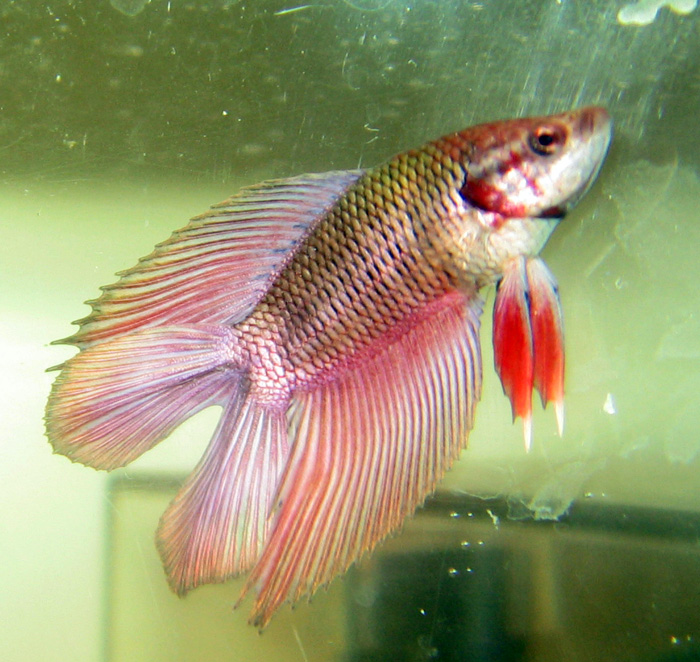
Odmiana dwubarwna

### Popularność w Polsce
W Polsce popularność gatunku i jego hodowla cieszyła się dość dużym zainteresowaniem. Miłośnicy tego gatunku wymieniali się swoimi doświadczeniami. W latach 1972–1998 istniał nawet Klub Miłośników Błędnikowców Polskiego Związku Akwarystów. Działacze tego klubu organizowali wiele wystaw i konkursów, na których prezentowane były najpiękniejsze okazy. W roku 1977, dla potrzeb organizowanych konkursów opracowane zostały „Standardy i zasady oceny bojownika wspaniałego – Betta splendens”. Klub ten współpracował również z innymi, zagranicznymi klubami wymieniając się informacjami na temat hodowli. Był m.in. członkiem Internationale Gemeinschaft für Labyrinthfische – IGL .

### Standardy[30]
Na podstawie standardów opracowanych przez Ryszarda Patryasa i Leszka Zalewskiego, członków PZA ustalono kryteria i wytyczne:
- do konkursu dopuszczane są tylko samce, nie mniejsze niż 3,5 cm (korpus ciała)
- ryba musi być zdrowa i żywotna, reagować na sąsiadujących samców tego samego gatunku
- ubarwienie poszczególnych ryb musi być jednolite, intensywne (z wyjątkiem ryb odmian wielobarwnych)

Według tych kryteriów przyjęto trzy wersje kolorystyczne:
- wersja jednobarwna (Klasa G)

kolory podstawowe
- czerwone
  -     - niebieskie
    - filetowe (fioletowe)
    - zielone
    - czarne
    - celofanowe
    - pastelowe

kolory jasne
- -     - złote
    - żółte
    - białe

- wersja dwubarwna (Klasa Z)
  - opalowe
    - opal czerwony
    - opal niebieski
    - opal fioletowy

  - winiakowe
  - niebieski Erfurt
  - butterfly dwubarwny

- wersja wielobarwna (Klasa M)
  - butterfly wielobarwny
  - marmurowe
  - wielokolorowe

Uwaga:
Wcześniej klasyfikowano również: w klasie dwubarwnej barwy: niebiesko-zielone, żółto-szare, żółto-zielone, podwójnie czerwone, podwójnie niebieskie, podwójnie fioletowe, biało-barwne.
Kolejnym kryterium przy ocenianiu bojownika wspaniałego są cztery warianty hodowlane. Na ich postawie oceniane są kształt i wielkość ogona oraz płetwy:
- ogon chorągiewkowy (wariant F)
- ogon krótki (wariant K)
- ogon okrągły (wariant R)
- ogon podwójny (wariant D)

W każdej z nich w ich obrębie wyróżniane są kolejne grupy i podgrupy.
Skala ocen wynosi od 1 do 100 punktów. Punkty zdobywa się w czterech kategoriach:
1. temperament (do 15 pkt)
2. kolor (do 25 pkt)
3. płetwy (4 x) (do 10 pkt każda)
4. do 20 pkt za wrażenie ogólne

### Choroby[24][32]

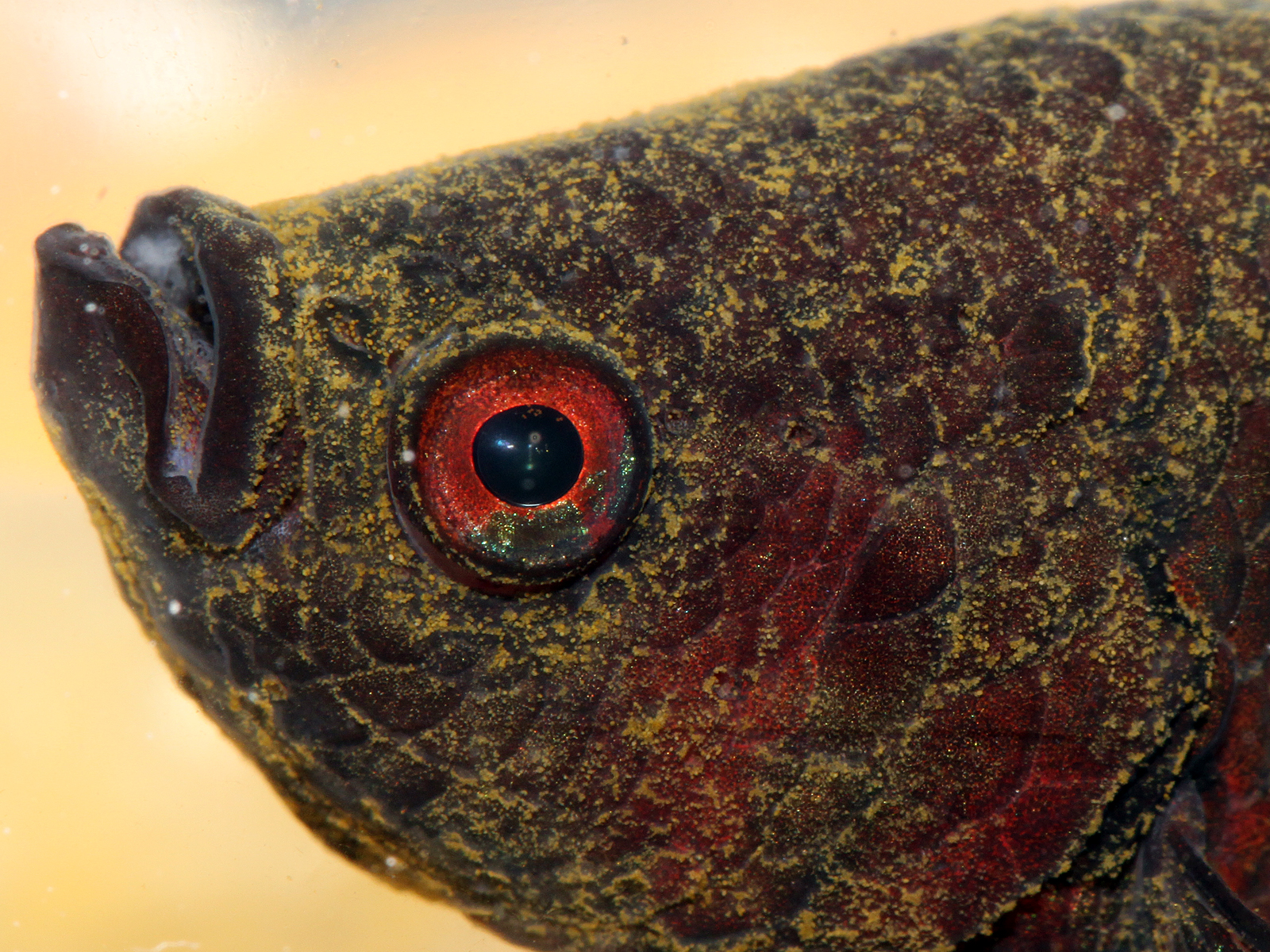
Bojownik wspaniały zarażony chorobą aksamitną

- Jedną z przyczyn zachorowania bojownika wspaniałego jest nieprzykryte akwarium. Różnica temperatury jaka panuje między wodą a powietrzem jest częstą przyczyną przeziębienia narządu oddechowego jakim jest labirynt. Jego przeziębienie może być przyczyną zaburzeń w funkcjonowaniu pęcherza pławnego.
- Dość częstymi i groźnymi chorobami na jakie zapadają bojowniki wspaniałe jest zachorowalność na choroby wywoływane przez bakterie Pseudomonas fluorescens. Wywołują one m.in. choroby płetw czy też bakteryjne zapalenie skóry.
- Duże straty w hodowli bojownika wspaniałego wywołuje ichtiofoniaza[33].
- U 1-3 dniowego narybku może wystąpić wodniak pęcherzyka żółtkowego.
- Podatny jest na pasożytniczą chorobę aksamitną wywoływaną przez pierwotniaki z grupy bruzdnic.

## Filatelistyka
Bojownik wspaniały jest spotykany na znaczkach pocztowych wielu krajów.

## Ciekawostki
- Bojownik wspaniały jest rybą zwalczającą w akwarium drapieżne płazińce i wirki[34].
- Bojownik wspaniały był motywem graficznym, który pojawił się na domyślnej tapecie systemu Windows 7 w wersji Beta 1[35].